# Gastransport (Technik)
Gastransport ist ein Spezialgebiet des technischen Anlagenbaues wie auch der Transportlogistik.

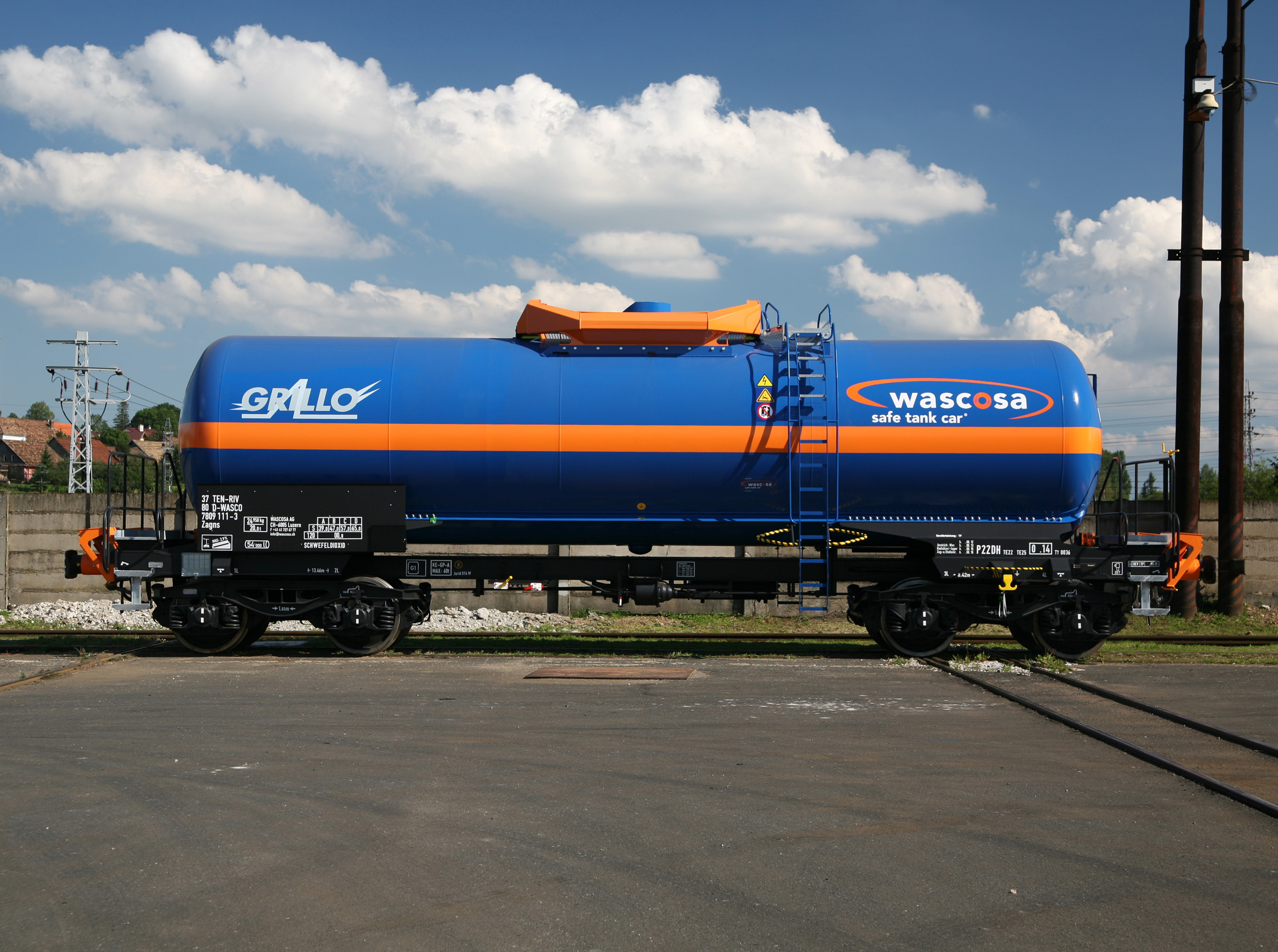
Kesselwagen

Gase sind schwieriger zu transportieren und zu lagern als flüssige oder feste Stoffe oder Schüttgut.  Gastransport ist für den Ferntransport von Energiegasen ebenso relevant wie für alle anderen in der Wirtschaft üblichen Gase, und da die Energiegase (wie Erdgas) auch bedeutende Primärrohstoffe der chemischen Industrie sind, werden die beiden Aspekte kaum getrennt.
Man kann Gase zwecks Transport verflüssigen, sie im gasförmigen Zustand transportieren, oder sie an Träger binden. 
Je stärker man ein Gas komprimiert (hohe Dichte), desto größer ist die Gasmenge, die man in einen Behälter füllen bzw. dort speichern kann. Gleichzeitig steigen damit aber auch die technischen Ansprüche an den Behälter: Druckbehälter sind ein eigenständiges Fachgebiet mit umfangreichem technischem Normenwerk und rechtlichen Vorschriften.
Zylinderförmige oder kugelförmige Druckbehälter (z. B. Gasflaschen) sind druckbelastbarer als andere geometrische Formen.
Man kann Gase per Leitung transportieren (Leitungsverkehr, Rohrleitungstransport) oder in einem Behälter, wobei der Transport nur in folgenden Varianten wirtschaftlich ist:
- komprimiert unter hohem Druck, z. B. bei Erdgas
- tiefkalt, d. h. durch Abkühlung verflüssigt, z. B. bei Kohlendioxid oder Stickstoff
- bei Normaltemperatur verflüssigt, z. B. bei Flüssiggas

Wichtige Gastransportanlagen sind Pipelines, entweder für den Ferntransport oder auch als Rohrsystem innerhalb von Raffinerien oder Chemiewerken.
Bedeutung für den Gastransport (und auch dessen vorübergehende Lagerung) haben Eisenbahn-Kesselwagen, Tankcontainer, Gastanker und LKWs (fast immer Tankauflieger). 